# Bunkebryllup
Bunkebryllup er en dansk stumfilm fra 1918, der er instrueret af Lau Lauritzen Sr. efter manuskript af H.C. Nielsen.

## Handling
Denne artikel mangler et handlingsreferat. Hjælp os med at skrive det.